# Burmeistera hippobromoides
Burmeistera hippobromoides är en klockväxtart som beskrevs av Thomas G. Lammers. Burmeistera hippobromoides ingår i släktet Burmeistera och familjen klockväxter.
Artens utbredningsområde är Colombia. Inga underarter finns listade i Catalogue of Life.